# Автопортрет (Марино Тартагила)
„Автопортрет“ (на хърватски: Autoportret) е сред раните творби на хърватския художник Марино Тартагила.
Картината е от първия му период в живописта Рисува я в стил импресионизъм през 1917 г.
Тя е с размери 35,5 × 19 cm. Съхранява се във фонда на Музея на съвременното изкуство в Загреб, Хърватия.